# Pierluigi Gatti
Pierluigi Gatti (Tortona, 29 marzo 1938) è un ex triplista e lunghista italiano.

## Biografia
Nato nel 1938 a Tortona, in provincia di Alessandria, a 22 anni ha partecipato ai Giochi olimpici di Roma 1960 nel salto triplo, passando le qualificazioni con la 10ª misura, 15,66 m, ma chiudendo la finale senza nessun salto valido.
Nel 1958 ha preso parte agli Europei di Stoccolma, sempre nel salto triplo, arrivando 18º con la misura di 13,80 m, mentre nel 1967 ha partecipato alla gara di salto in lungo ai Giochi europei indoor di Praga, uscendo nelle qualificazioni, 10º con 6,89 m.
È stato 4 volte campione italiano nel salto triplo, nel 1957, 1960, 1964 e 1967, con le misure di 15,21 m, 15,61 m, 15,55 m e 15,57 m, e 1 nel salto in lungo, nel 1966, con la misura di 7,39 m.

## Palmarès
| Anno | Manifestazione        | Sede      | Evento         | Risultato | Prestazione | Note |
| ---- | --------------------- | --------- | -------------- | --------- | ----------- | ---- |
| 1958 | Europei               | Stoccolma | Salto triplo   | 18º       | 13,80 m     |      |
| 1960 | Giochi olimpici       | Roma      | Salto triplo   | Finale    | nm          |      |
| 1967 | Giochi europei indoor | Praga     | Salto in lungo | 10º (q)   | 6,89 m      |      |

## Campionati nazionali
- 4 volte campione nazionale nel salto triplo (1957, 1960, 1964, 1967)
- 1 volta campione nazionale nel salto in lungo (1966)

1957
- Oro ai campionati italiani assoluti, salto triplo - 15,21 m

1960
- Oro ai campionati italiani assoluti, salto triplo - 15,61 m

1964
- Oro ai campionati italiani assoluti, salto triplo - 15,55 m

1966
- Oro ai campionati italiani assoluti, salto in lungo - 7,39 m

1967
- Oro ai campionati italiani assoluti, salto triplo - 15,57 m